# Янтарь-4К2
Янтарь-4К2 (индекс ГУКОС — 11Ф695, код проекта «Кобальт») — серия специализированных спутников видовой разведки, применяющихся для системы наблюдения и детальной фотосъёмки земной поверхности. Разработан ФГУП ГНП РКЦ «ЦСКБ-Прогресс», г. Самара. На аппаратах такого класса установленная прецизионная оптика позволяет фиксировать на фотоплёнке детали земной поверхности размером до 40 см.

## Характеристики
Представляет собой модернизированный вариант аппарата «Янтарь-2К». После опытно-конструкторской отработки аппарата серийное изготовление было передано машиностроительному заводу «Арсенал» (Санкт-Петербург).
- Период обращения — 89,69 мин.;
- Минимальное расстояние от поверхности Земли (в перигее) — 183 км;
- Максимальное расстояние от поверхности Земли (в апогее) — 330 км.

Пуски космических аппаратов «Кобальт» проводятся из северного космодрома страны — «Плесецка». Вывод космического аппарата осуществлялся ракетой-носителем «Союз-У». Последний запуск спутника «Кобальт-М» с использованием ракеты-носителя «Союз-У» состоялся 17 мая 2012 года. В дальнейшем планируется использовать в качестве ракеты-носителя «Союз-2».

## История
Разработка начата в 1980 году. В последние годы на смену «Кобальту» пришли космические аппараты типа «Кобальт-М». Вес аппарата — 6,6 тонны. Спутники этой серии, как и их предшественники «Кобальты», используют возвращаемые капсулы с плёнкой для доставки информации на Землю. Штатный срок активного существования этих аппаратов на орбите, составляет от 60 до 120 суток.